# Gladsaxe Stadium
Il Gladsaxe Stadium è un impianto sportivo polivalente di Gladsaxe, sobborgo di Copenaghen, in Danimarca.
Viene utilizzato soprattutto per gli incontri casalinghi della squadra di calcio Akademisk Boldklub.
Ha ospitato in diverse edizioni il Mermaid Bowl, finale del campionato danese di football americano.
Nel 2025 sarà lo stadio casalingo della nuova squadra di Football Americano Nordic Storm in European League of Football

## Football americano
| Gladsaxe 5 ottobre 2019, ore 16:00 XXXI Mermaid Bowl | Copenhagen Towers | 14 – 20 referto | Triangle Razorbacks | Gladsaxe Stadium |

| Gladsaxe 7 ottobre 2023, ore 19:00 XXXIV Mermaid Bowl | Copenhagen Towers | 50 – 36 referto | Søllerød Gold Diggers | Gladsaxe Stadium |